# La stanza a forma di L
La stanza a forma di L (The L-Shaped Room) è un film britannico del 1962 diretto da Bryan Forbes.

## Trama
Jane Fosset lascia la provincia francese per trasferirsi a Londra, dove prende in affitto una camera a forma di L in una pensione nel quartiere di Notting Hill. Quando scopre di essere incinta a seguito di una breve relazione con un giovane attore disoccupato, inizialmente pensa di abortire ma poi cambia idea. Inizia una relazione con Toby, uno scrittore che vive nella stessa pensione ed è in crisi di ispirazione. La loro storia viene vista male da Johnny, un musicista jazz molto amico di Toby, che vive nella stanza a fianco di Jane e, avendola ascoltata attraverso le pareti, sa che lei è in attesa di un bambino e che Toby non sa nulla.
Dopo essere stato informato da Johnny, Toby lascia Jane e lei tenta di abortire ingoiando delle pillole, ma senza successo, tanto che alla fine la ragazza accetta definitivamente la gravidanza. Mesi dopo, in seguito al parto, Jane riceve la visita di Toby che le lascia il suo manoscritto intitolato "la camera a forma di L".
Jane lascia l'ospedale con l'intenzione di tornare in Francia ma, prima di partire, si ferma nella pensione dove lascia un breve messaggio a Toby: La storia è molto bella, ma non è ancora terminata.

## Riconoscimenti
- 1964 - Golden Globe
  - Migliore attrice in un film drammatico (Leslie Caron)
- 1963 - British Academy of Film and Television Arts
  - Miglior attrice britannica (Leslie Caron)